# Spiveys Corner
Spiveys Corner es un lugar designado por el censo ubicado en el condado de Sampson en el estado estadounidense de Carolina del Norte. La localidad en el año 2000, tenía una población de 488 habitantes en una superficie de 20.1 km², con una densidad poblacional de 22.3 personas por km².

## Geografía
Spiveys Corner se encuentra ubicado en las coordenadas 35°12′6″N 78°29′8″O / 35.20167, -78.48556. Según la Oficina del Censo, la localidad tiene un área total de 20,1 km² (7,8 mi²), de la cual 20,1 km² (7,8 mi²) es tierra y 0 km² (0 mi²) (0.0%) es agua.

### Localidades adyacentes
El siguiente diagrama muestra a las localidades en un radio de 20 kilómetros (12,4 mi) de Spiveys Corner.

## Demografía
En el 2000 la renta per cápita promedia del hogar era de $47.000, y el ingreso promedio para una familia era de $48.542. El ingreso per cápita para la localidad era de $16.371. En 2000 los hombres tenían un ingreso per cápita de $36.250 contra $24.643 para las mujeres. Alrededor del 21.10% de la población estaba bajo el umbral de pobreza nacional.